# 김세아
김세아(金世娥, 1973년 5월 17일 ~ )는 대한민국의 배우이다. 세종대학교 체육학과를 졸업하였다. 
- 리듬 체조 선수 출신이다.[1]
- 리듬 체조를 그만둔 후 1992년 MBC 25기 공채 탤런트로 데뷔하였다.
- 2009년 9월 25일 첼리스트 김규식과 결혼하다가 2017년도에 이혼하였다.
- 슬하에 1남 1녀가 있다.

## 학력
- 서울신곡초등학교
- 신정여자중학교
- 수도여자고등학교
- 세종대학교 체육학과(1992-1996)

## 출연작

### 드라마
- 1996년 MBC 《사랑한다면》 - 김성희 역
- 1997년 MBC 《전원일기》 - 문미숙 역
- 1997년 MBC 《의가형제》 - 단역
- 1997년 MBC 《세 번째 남자》 - 단역
- 1997년 MBC 《별은 내 가슴에》 - 장전숙 역
- 1997년 MBC 《영웅신화》 - 단역
- 1997년 MBC 《남자 셋 여자 셋》 - 단역
- 1998년 MBC 《사랑밖엔 난 몰라》 - 단역
- 1998년 MBC 《보고 또 보고》 - 주리 역
- 1998년 MBC 《세상 끝까지》 - 단역
- 1999년 SBS 《달콤한 신부》 - 차수아 교수 역
- 2000년 SBS 《LA아리랑》 - 단역
- 2000년 MBC 《당신 때문에》 - 단역
- 2000년 MBC 《뉴 논스톱》 - 98회 특별출연
- 2000년 MBC 《세 친구》 - 30회 특별출연
- 2001년 SBS 《순자》 - 나예리 역
- 2001년 SBS 《허니허니》 - 단역
- 2001년 KBS 《명성황후》 - 정숙원 역
- 2002년 MBC 《연인들》 - 형자의 딸 세아 역
- 2002년 KBS 《러빙유》 - 안미미 역
- 2003년 MBC 《귀여운 여인》 - 김유진 역
- 2004년 SBS 《유리화》 - 채윤서 역
- 2006년 KBS1 《서울 1945》 - 조영은 역
- 2007년 MBC 《향단전》 - 석호순 역
- 2009년 SBS 《천국의 아이들》
- 2009년 KBS2 《장화홍련》 - 윤장화 역
- 2013년 KBS 《KBS 드라마 스페셜 연작 시리즈 - 그녀들의 완벽한 하루》 - 차혜주 역
- 2015년 KBS 《후아유 - 학교 2015》 - 이시진 모 역
- 2016년 MBC 《몬스터》 - 모경신 역

### 영화
- 2003년 《쇼쇼쇼》 - 숙자 역
- 2007년 《메모리 아일랜드》

### 예능
- 2003년 KBS2 《기적체험! 구사일생》
- 2010년 온스타일 《슈퍼맘 다이어리》
- 2011년 MBC every1 《부엉이 시즌2》
- 2013년 SBS funE 《하이힐 신고 달리는 엄마》
- 2014년 채널A 《부부 콩깍지》

### 교양
- 2022년 TV조선 《기적의 습관》

### 뮤직비디오
- 2006년 브라운 아이드 걸스 - 다가와서

### 광고
- 2002년 부광약품 아락실 (오주은과 함께 출연)
- 2003년 CJ 팻다운
- 2003년 현대자동차 싼타페
- 2005년 양돈자조금 캠페인 (변정수, 현영과 함께 출연)

## 서적
- 2010년 《김세아의 자연주의 출산》(ISBN 978-89-522-1401-0)

## 사건, 사고 및 논란
- 2007년 7월 6일 서울특별시 강남구 논현동에서 혈중 알코올 농도 0.05%의 주취 상태로 르노삼성 SM7 승용차를 몰다 적발됐다. 이때 경찰 조사로 그녀의 주민등록상의 나이가 공개됐는데, 이전까지 알려진 1976년생이 아닌 1973년생으로 밝혀지게 되었다.[2]
- 방송 활동을 재개한 2009년 2월, KBS2 ‘신동엽 신봉선의 샴페인’에 출연해 “인기배우 김모씨가 과거 내 집 앞에서 밤새 사랑을 구걸했었다”며 “그 사람이 MBC 드라마 ‘다모’에 출연했던 남자배우”라고 실언해 낭패를 보았다. 이를 본 시청자들은 대부분 김민준을 떠올렸고, 곧바로 온라인에서는 수많은 추측과 비난이 난무하기 시작했다. 이에 대응하듯 김민준은 자신의 미니홈피를 통해 착잡한 심경을 드러냈다. 그는 “정신 좀 차리세요! 생각 없이 떠들고 개념 없이 끄적이고. OTL[3]. 진실? 내가 혹시 치매?”라고 우회적으로 부정하면서 강한 불쾌감을 드러냈다.
- 2016년 5월 26일 Y회계법인 B부회장과 부적절한 관계를 유지, 혼인파탄의 결정적 원인을 제공했다는 이유로 B부회장 부인으로부터 상간녀 위자료 청구소송을 당했다. 상간녀 위자료 청구소송과 관련, 'TV 리포트'와의 통화에서 "Y회계법인과 관계가 없다. 전혀 그런 사실이 없다. (소송은) 금시초문이다"라며 부인했다[4].